# Запонорье
Запонорье — деревня в Орехово-Зуевском районе Московской области России. Входит в состав сельского поселения Давыдовское. Расположена на реке Понорь. Население — 134 чел. (2010).

## История
Деревня Запонорье впервые упоминается в 1587 году. Деревня находилась на земле, принадлежавшей московскому Чудову монастырю. В документах того времени упоминается как «Запонорье, Власьевское тож». Название деревне, предположительно, дали жители соседнего более крупного села Давыдово, относительно которого деревня расположена за рекой Понорь. Второе название Власьевское связано с церковным личным именем Власий (вариант имени Василий).
Согласно документам 1623—1624 годов, в селе была деревянная церковь Покрова Пресвятой Богородицы. В 1678 году в деревне насчитывалось около 10 крестьянских дворов, где проживало 36 человек. В 1746 году в селе была построена новая деревянная Покровская церковь.
В XIX веке село Запонорье являлось административным центром Запонорской волости Богородского уезда Московской губернии. В селе находилось волостное правление, церковно-приходская школа, Покровская церковь и старообрядческая часовня.
В 1852 году в селе насчитывалось 72 двора и 391 житель. В 1862 году в селе проживало 359 человек (168 мужчин и 191 женщина). В 1899 году в селе проживало 409 человек.
В 1925 году численность населения составляла 611 человек, в селе было 115 дворов.
Покровская церковь была закрыта в 1940 году, а к 1948 году полностью снесена.
- Галерея
- Деревня Запонорье
- Река Понорь рядом с деревней

## Население
Согласно Всероссийской переписи, в 2002 году в деревне проживало 116 человек (50 мужчин и 66 женщин); преобладающая национальность — русские (97 %). По данным на 2005 год в деревне проживало 105 человек.
| 1926 | 2002 | 2006 | 2010 |
| ---- | ---- | ---- | ---- |
| 648  | ↘116 | ↘105 | ↗134 |

## Расположение
Деревня расположена примерно в 19 км к югу от центра города Орехово-Зуево. Ближайшие населённые пункты — деревни Ненилово и Барское.